# Irena Pawlewska-Szydłowska
Irena Szydłowska z Pawlewskich (ur. 7 lutego 1892 we Lwowie, zm. 31 stycznia 1982 w Poznaniu) – polska taterniczka, urzędniczka, przewodniczka górska, działaczka społeczna.

## Życiorys
Córka Bronisława Pawlewskiego i jego żony Henryki z Michałowskich, siostra Tadeusza Pawlewskiego i Jadwigi Fabrycy. 
Od wczesnej młodości razem z kuzynką Henryką Dłuską uprawiała taternictwo, towarzyszyli jej również brat Tadeusz Pawlewski oraz Zygmunt Klemensiewicz, Mieczysław Świerz oraz Ferdynand i Walery Goetlowie. W 1908 dokonały z Henryką Dłuską pierwszego wejścia z Hlińskiej Doliny nową drogą na Szczyrbski Szczyt, została wówczas jedną z pierwszych kobiet przyjętych do Sekcji Turystycznej Towarzystwa Tatrzańskiego. 
Po ukończeniu w 1910 gimnazjum im. Juliusza Słowackiego we Lwowie wyjechała na zaproszenie swojej ciotki Marii Skłodowskiej-Curie do Francji i przez dwa lata studiowała na wydziale matematyczno-przyrodniczym na Sorbonie. W 1911 oprowadziła po Tatrach Marię Skłodowską-Curie z córkami, były na Świnicy, nad Morskim Okiem i w Dolinie Niewcyrki. Po przerwaniu nauki powróciła do Lwowa, gdzie kontynuowała naukę na Wydziale Przyrodniczym Politechniki Lwowskiej. 
W 1912 poślubiła majora Mariana Fabrycego (1889-1973), w 1914 urodziła syna Jerzego, w tym okresie mieszkała w majątku rodziny męża na Podolu Rosyjskim. Podczas I wojny światowej działała w pierwszym kobiecym oddziale Związku Strzeleckiego we Lwowie, po wybuchu rewolucji lutowej przeprowadziła się z rodziną do Warszawy, gdzie w 1920 w stopniu podchorążego Ochotniczej Legii Kobiet w walczyła Liniowym Batalionie Piechoty (1. baon liniowy). Po 1920 była instruktorką w Kołach Gospodyń Wiejskich i nauczycielką wychowania fizycznego oraz zakładała Kluby Kobiet Pracujących PPS. Od 1926 pełniła funkcję komendantki Oddziałów Kobiecych w Komendzie Głównej Związku Strzeleckiego, a także działała społecznie w Związku Pracy Obywatelskiej Kobiet i Rodzinie Wojskowej. W latach 1929−1932 była referentką w Ministerstwie Spraw Wewnętrznych. W tym czasie rozwiodła się z Marianem Fabrycym i w 1930 poślubiła Jerzego Szydłowskiego, rotmistrza Wojska Polskiego. W 1935 odeszła z Zarządu Głównego Związku Strzeleckiego i została inspektorką kompanii żeńskich Junackich hufców pracy. 
Po wybuchu II wojny światowej zaangażowała się w pracę w warszawskim ratuszu, 29 września 1939 pod Lwowem poległ jej syn Jerzy Fabrycy, porucznik 7 Pułku Ułanów Lubelskich, a mąż został aresztowany i został zamordowany w Katyniu, o czym dowiedziała się dopiero po zakończeniu wojny. Po upadku kampanii wrześniowej wyjechała do Tarnopola, gdzie przez miesiąc pracowała jako pielęgniarka, a następnie przedostała się do Warszawy. Irena Pawlewska-Szydłowska zaangażowała się w działalność konspiracyjną przyjmując pseudonim Wisła, 1 stycznia 1940 wstąpiła w szeregi Związku Walki Zbrojnej. Razem z Jadwigą Krzemińską i Marią Heleną Gordon założyła pralnię PCK przy ulicy Puławskiej 132 w Warszawie, która była również punktem rozdzielczym tajnej prasy, schronieniem członków ruchu oporu i puntem przerzutowym dla uciekinierów z niemieckich obozów. 23 kwietnia 1941 została dekonspirowana, aresztowana przez gestapo i osadzona na Pawiaku. Razem z transportem lubelsko-warszawskim przybyła 23 września do obozu koncentracyjnego Ravensbrück (numer obozowy 7624), gdzie pracowała fizycznie, ale też była organizatorką życia kulturalnego wśród współwięźniarek. W 1943 została przeniesiona do obozu pracy w Neubrandenburgu, gdzie pracowała w fabryce urządzeń lotniczych. 
Po wyzwoleniu obozu wróciła do Polski razem z Marią Rutkowską-Kurcyuszową, obie dotarły do Szczecina, gdzie Irena Pawlewska-Szydłowska przeszła tyfus. Po wyzdrowieniu wyjechała do Warszawy, gdzie odnalazła Marię Skłodowską (1885-1956), wdowę po Józefie. Nie mając miejsca zamieszkania przyjęła propozycję Heleny Kurcyuszowej i wyjechała do Szczecina, gdzie zamieszkała razem z ciotką. Podjęła pracę w Wydziale Osiedleńczym Urzędu Wojewódzkiego Szczecińskiego, a od sierpnia 1946 była wojewódzką komisarz do spraw produktywizacji ludności żydowskiej, była członkiem PPR. W 1947 powrócił z łagru Tadeusz Pawlewski i zamieszkał razem z siostrą, zagrożony aresztowaniem przeprowadził się do Gliwic, razem z nim zamieszkała tam Irena. W sierpniu 1950 Tadeusz Pawlewski został aresztowany i uwięziony w Szczecinie, również Irena Pawlewska-Szydłowska powróciła do Szczecina. Należała do PZPR, przeszła na emeryturę i zaangażowała się w działalność Ligi Ochrony Przyrody. Od 1955 działała w Klubie Wysokogórskim przy Sekcji Taternictwa działającym przy Zarządzie Okręgowym PTTK w Szczecinie. Szkoliła przewodników górskich PTTK i organizowała obozy wędrowne, w 1969 została członkiem honorowym Klubu Wysokogórskiego. W latach 1957−1966 była pierwszym instruktorem Oddziału Miejskiego LOP. W 1961 zdobyła uprawnienia przewodnika miejskiego i terenowego I kategorii i prowadziła wycieczki po terenie województwa szczecińskiego, w 1973 otrzymała tytuł Honorowego Przewodnika Ziemi Szczecińskiej PTTK, została także odznaczona złotą odznaką PTTK. W latach 1967–1973 była członkiem zarządu oddziału miejskiego LOP. W 1970 zmarł Tadeusz Pawlewski, a w 1973 były mąż Marian Fabrycy, którym się opiekowała. Otrzymała wówczas miejsce w poznańskim Domu Rencisty, a następnie w Domu Weterana, gdzie zmarła 31 stycznia 1982. Swoje ciało zapisała na potrzeby Zakładu Anatomii Człowieka Akademii Medycznej w Poznaniu, jej upamiętnieniem jest drzewo posadzone na terenie cmentarza Centralnego w Szczecinie.

## Odznaczenia
- Krzyż Kawalerski Orderu Odrodzenia Polski
- Medal Niepodległości – 21 kwietnia 1937 „za pracę w dziele odzyskania niepodległości”[5]
- Krzyż Partyzancki